# 런어웨이 (1995년 영화)
"런어웨이"는 1995년에 개봉한 대한민국의 스릴러 영화이다.

## 캐스팅
- 이병헌 : 이동희 역
- 김은정 : 최미란 역
- 이경영 : 장 형사 역
- 장세진 : 늑대 역
- 장동직 : 오 형사 역
- 이철웅 : 명기 역
- 김기현 : 김 과장 역
- 이석준 : 진호 역
- 김동건 : 도일 역
- 이은영 : 이하연 역
- 박정민 : 신지원 역
- 송진우 : 조동진 역
- 손건우 : 성호 역
- 안창도 : 박 형사 역
- 이운석 : 유민기 역
- 문지성 : 장발 역
- 박지훈 : 폭력청년 역
- 신봉환 : 흉터청년 역
- 정동훈 : 청년 1 역
- 백동현 : 청년 2 역
- 정영우 : 청년 3 역
- 손현국 : 청년 4 역
- 최혜원 : 여경관 역
- 이관학 : 검시관 역
- 박동현 : 두목 역
- 김미영 : 간호사 역
- 이장석 : 경하 역
- 조성원 : 석우 역
- 이시은 : 병원경관 역
- 함철훈 : 취객 1 역
- 윤상덕 : 취객 2 역
- 이순용 : 회사실장 역
- 김용태 : 회사과장 역
- 김민정 : 여직원 역
- 김두찬 : 경비원 역
- 최진호 : 전동차 기관사 역
- 김정욱 : 조 형사 역
- 양근찬 : 양 형사 역
- 이정학 (특별출연)
- 박상운 (특별출연)

## 수상
- 1996년 제32회 백상예술대상
  - 영화부문 남자최우수연기상 - 이경영
- 1996년 제34회 대종상
  - 신인남자배우상 - 이병헌
- 1996년 제19회 황금촬영상
  - 신인남우상 - 이병헌
  - 신인여우상 - 김은정
  - 촬영상(금상) - 정광석

## 같이 보기
- 브로큰 데이트